# Adam Nawałka
Adam Nawałka (Krakkó, 1957. október 23. –) lengyel válogatott labdarúgó, középpályás, edző.

## Pályafutása

### Klubcsapatban
1970-ben a Wisła Kraków csapatában kezdte a labdarúgást. 1975-ben mutatkozott be az élvonalban. 1985 és 1988 között az amerikai Eagle Yonkers New York csapatában szerepelt és itt fejezte be az aktív labdarúgást.

### A válogatottban
1977 és 1980 között 34 alkalommal szerepelt a válogatottban és egy gólt szerzett. Tagja volt az 1978-as világbajnokságon részt vevő csapatnak.

## Sikerei, díjai

### Játékosként
- Lengyel bajnokság
  - bajnok: 1977–78
  - 2.: 1980–81
  - 3.: 1975–76
- Lengyel kupa
  - döntős: 1979
- Bajnokcsapatok Európa-kupája
  - negyeddöntős: 1978–79

## Mérkőzései a lengyel válogatott szövetségi kapitányaként
2018. július 3-án lett frissítve. 
| Csapat        | –tól          | –ig             | Teljesítmény | Teljesítmény | Teljesítmény | Teljesítmény | Teljesítmény |
| Csapat        | –tól          | –ig             | M            | GY           | D            | V            | Győz %       |
| ------------- | ------------- | --------------- | ------------ | ------------ | ------------ | ------------ | ------------ |
| Lengyelország | 2013. október | 2018. július 3. | 50           | 26           | 15           | 9            | 52,00        |
| összesen      | összesen      | összesen        | 50           | 26           | 15           | 9            | 52,00        |

| Adam Nawałka mérkőzései a Lengyelország szövetségi kapitányaként | Adam Nawałka mérkőzései a Lengyelország szövetségi kapitányaként | Adam Nawałka mérkőzései a Lengyelország szövetségi kapitányaként | Adam Nawałka mérkőzései a Lengyelország szövetségi kapitányaként | Adam Nawałka mérkőzései a Lengyelország szövetségi kapitányaként | Adam Nawałka mérkőzései a Lengyelország szövetségi kapitányaként |
| #                                                                | Dátum                                                            | Házigazda                                                        | Eredmény                                                         | Vendég                                                           | Verseny                                                          |
| ---------------------------------------------------------------- | ---------------------------------------------------------------- | ---------------------------------------------------------------- | ---------------------------------------------------------------- | ---------------------------------------------------------------- | ---------------------------------------------------------------- |
| 1                                                                | 2013. november 15.                                               | Lengyelország                                                    | 0 − 2                                                            | Szlovákia                                                        | Barátságos mérkőzés                                              |
| 2                                                                | 2013. november 19.                                               | Lengyelország                                                    | 0 − 0                                                            | Írország                                                         | Barátságos mérkőzés                                              |
| 3                                                                | 2014. január 18.                                                 | Norvégia                                                         | 0 − 3                                                            | Lengyelország                                                    | Barátságos mérkőzés                                              |
| 4                                                                | 2014. Január 20.                                                 | Moldova                                                          | 0 − 1                                                            | Lengyelország                                                    | Barátságos mérkőzés                                              |
| 5                                                                | 2014. március 05.                                                | Lengyelország                                                    | 0 − 1                                                            | Skócia                                                           | Barátságos mérkőzés                                              |
| 6                                                                | 2014. május 13.                                                  | Németország                                                      | 0 − 0                                                            | Lengyelország                                                    | Barátságos mérkőzés                                              |
| 7                                                                | 2014. június 6.                                                  | Lengyelország                                                    | 2 − 1                                                            | Litvánia                                                         | Barátságos mérkőzés                                              |
| 8                                                                | 2014. szeptember 7.                                              | Gibraltár                                                        | 0 − 7                                                            | Lengyelország                                                    | 2016-os Európa-bajnokság selejtező                               |
| 9                                                                | 2014. október 11.                                                | Lengyelország                                                    | 2 − 0                                                            | Németország                                                      | 2016-os Európa-bajnokság selejtező                               |
| 10                                                               | 2014. október 14.                                                | Lengyelország                                                    | 2 − 2                                                            | Skócia                                                           | 2016-os Európa-bajnokság selejtező                               |
| 11                                                               | 2014. november 14.                                               | Grúzia                                                           | 0 − 4                                                            | Lengyelország                                                    | 2016-os Európa-bajnokság selejtező                               |
| 12                                                               | 2014. november 18.                                               | Lengyelország                                                    | 2 − 2                                                            | Svájc                                                            | Barátságos mérkőzés                                              |
| 13                                                               | 2015. március 29.                                                | Írország                                                         | 1 − 1                                                            | Lengyelország                                                    | 2016-os Európa-bajnokság selejtező                               |
| 14                                                               | 2015. június 13.                                                 | Lengyelország                                                    | 4 − 0                                                            | Grúzia                                                           | 2016-os Európa-bajnokság selejtező                               |
| 15                                                               | 2015. június 16.                                                 | Lengyelország                                                    | 0 − 0                                                            | Görögország                                                      | Barátságos mérkőzés                                              |
| 16                                                               | 2015. szeptember 4.                                              | Németország                                                      | 3 − 1                                                            | Lengyelország                                                    | 2016-os Európa-bajnokság selejtező                               |
| 17                                                               | 2015. szeptember 7.                                              | Lengyelország                                                    | 8 − 1                                                            | Gibraltár                                                        | 2016-os Európa-bajnokság selejtező                               |
| 18                                                               | 2015. október 8.                                                 | Skócia                                                           | 2 − 2                                                            | Lengyelország                                                    | 2016-os Európa-bajnokság selejtező                               |
| 19                                                               | 2015. október 11.                                                | Lengyelország                                                    | 2 − 1                                                            | Írország                                                         | 2016-os Európa-bajnokság selejtező                               |
| 20                                                               | 2015. november 13.                                               | Lengyelország                                                    | 4 − 2                                                            | Izland                                                           | Barátságos mérkőzés                                              |
| 21                                                               | 2015. november 17.                                               | Lengyelország                                                    | 3 − 1                                                            | Csehország                                                       | Barátságos mérkőzés                                              |
| 22                                                               | 2016. március 23.                                                | Lengyelország                                                    | 1 − 0                                                            | Szerbia                                                          | Barátságos mérkőzés                                              |
| 23                                                               | 2016. március 26.                                                | Lengyelország                                                    | 5 − 0                                                            | Finnország                                                       | Barátságos mérkőzés                                              |
| 24                                                               | 2016. június 1.                                                  | Lengyelország                                                    | 1 − 2                                                            | Hollandia                                                        | Barátságos mérkőzés                                              |
| 25                                                               | 2016. június 6.                                                  | Lengyelország                                                    | 0 − 0                                                            | Litvánia                                                         | Barátságos mérkőzés                                              |
| 26                                                               | 2016. június 12.                                                 | Lengyelország                                                    | 1 − 0                                                            | Észak-Írország                                                   | 2016-os Európa-bajnokság                                         |
| 27                                                               | 2016. június 16.                                                 | Németország                                                      | 0 − 0                                                            | Lengyelország                                                    | 2016-os Európa-bajnokság                                         |
| 28                                                               | 2016. június 21.                                                 | Ukrajna                                                          | 0 − 1                                                            | Lengyelország                                                    | 2016-os Európa-bajnokság                                         |
| 29                                                               | 2016. június 25.                                                 | Svájc                                                            | 1 − 1 (4 − 5)                                                    | Lengyelország                                                    | 2016-os Európa-bajnokság                                         |
| 30                                                               | 2016. június 30.                                                 | Lengyelország                                                    | 1 − 1 (3 − 5)                                                    | Portugália                                                       | 2016-os Európa-bajnokság                                         |
| 31                                                               | 2016. szeptember 4.                                              | Kazahsztán                                                       | 2 − 2                                                            | Lengyelország                                                    | 2018-as világbajnokság-selejtező                                 |
| 32                                                               | 2016. október 8.                                                 | Lengyelország                                                    | 3 − 2                                                            | Dánia                                                            | 2018-as világbajnokság-selejtező                                 |
| 33                                                               | 2016. október 11.                                                | Lengyelország                                                    | 2 − 1                                                            | Örményország                                                     | 2018-as világbajnokság-selejtező                                 |
| 34                                                               | 2016. november 11.                                               | Románia                                                          | 0 − 3                                                            | Lengyelország                                                    | 2018-as világbajnokság-selejtező                                 |
| 35                                                               | 2016. november 14.                                               | Lengyelország                                                    | 1 − 1                                                            | Szlovénia                                                        | Barátságos mérkőzés                                              |
| 36                                                               | 2017. március 26.                                                | Montenegró                                                       | 1 − 2                                                            | Lengyelország                                                    | 2018-as világbajnokság-selejtező                                 |
| 37                                                               | 2017. június 10.                                                 | Lengyelország                                                    | 3 − 1                                                            | Románia                                                          | 2018-as világbajnokság-selejtező                                 |
| 38                                                               | 2017. szeptember 1.                                              | Dánia                                                            | 4 − 0                                                            | Lengyelország                                                    | 2018-as világbajnokság-selejtező                                 |
| 39                                                               | 2017. szeptember 4.                                              | Lengyelország                                                    | 3 − 0                                                            | Kazahsztán                                                       | 2018-as világbajnokság-selejtező                                 |
| 40                                                               | 2017. október 5.                                                 | Örményország                                                     | 1 − 6                                                            | Lengyelország                                                    | 2018-as világbajnokság-selejtező                                 |
| 41                                                               | 2017. október 8.                                                 | Lengyelország                                                    | 4 − 2                                                            | Montenegró                                                       | 2018-as világbajnokság-selejtező                                 |
| 42                                                               | 2018. március 23.                                                | Lengyelország                                                    | 0 − 1                                                            | Nigéria                                                          | Barátságos mérkőzés                                              |
| 43                                                               | 2018. március 27.                                                | Lengyelország                                                    | 3 − 2                                                            | Dél-Korea                                                        | Barátságos mérkőzés                                              |
| 44                                                               | 2018. június 8.                                                  | Lengyelország                                                    | 2 − 2                                                            | Chile                                                            | Barátságos mérkőzés                                              |
| 45                                                               | 2018. június 12.                                                 | Lengyelország                                                    | 4 − 0                                                            | Litvánia                                                         | Barátságos mérkőzés                                              |
| 46                                                               | 2018. június 19.                                                 | Lengyelország                                                    | 1 − 2                                                            | Szenegál                                                         | 2018-as labdarúgó-világbajnokság (H csoport)                     |
| 47                                                               | 2018. június 24.                                                 | Lengyelország                                                    | 0 − 3                                                            | Kolumbia                                                         | 2018-as labdarúgó-világbajnokság (H csoport)                     |
| 48                                                               | 2018. június 28.                                                 | Japán                                                            | 0 − 1                                                            | Lengyelország                                                    | 2018-as labdarúgó-világbajnokság (H csoport)                     |